# پرودو
latitudeپرودوlongitudeپرودو
پرودو (به انگلیسی: Prudhoe) یک منطقهٔ مسکونی در انگلستان است که در شمال شرقی انگلستان واقع شده‌است.

## خصوصیات
پرودو ۱۱٬۵۰۰ نفر جمعیت دارد.